# 父なる神
多くの宗教において、最高位の神は「父性」を持ち、「父」と呼称される。多神教の多くでは、最高神は神々および人類の「父」と考えられている。古代イスラエル宗教および現代ユダヤ教では、יהוה（ヤハウェ）は創造主、立法者、守護者であり、「父」と称される。キリスト教においても、同様の理由により神を「父」と呼ぶが、特にイエス・キリストと神との父子の関係からいう。一般的に、神性に対し当てはめた「父」の名称は、神に属している至高で強力な権威、父祖、守護者であることの源が神自身であることを示している。

## 多神教
多くの多神教において、1人もしくはそれ以上の神が、その他の神々や人類の長であり父であると考えられている。エジプト神話では、jt-nṯr（god father）はトートの形容辞（エピセット）である。

## インド・ヨーロッパ語族の「父なる神」
インド・ヨーロッパ語族の古代言語などには「父なる神」という共通したフレーズがあり、原インド・ヨーロッパ語族時代の宗教には既に「父なる神」という概念があったのではないか、と考えられている。「父なる神」*di̯é̄us ph̥até̄r（あるいは*di̯ēus-patēr、*t'yeu(s)-phH̥ther-）は、正確には「父なる天空」である。
- ラテン語：ユピテル (Iūpiter)
- ウンブリア語：ユパテル (Iupater)
- イリュリア語：デイ・パテュロス (Dei-pátyros)
- ギリシア語：ゼウス・パテール (Zeùs paté̄r)
- サンスクリット語：ディヤウス・ピター (Dyáus pitá̄)

が正確に対応する。また幼児語としてはアナトリアの
- ルウィ語：ターティス・ティワズ (tātis tiwaz)
- パラー語：ティヤズ…パーパズ (tiyaz...pāpaz)

が対応する。構造的に同様なものとしては、
- ハッティ語を借用したヒッタイト語のアッタス・イサヌス (attas Isanus)「父なる太陽神」
- ラトヴィア語：ディエヴス、デベス・テーヴス (Dievs, Debess tēvs)「神、天の父」

がある。
仮説的なものとしては、
- ロシアの大気の神ストリボーグ
- アイルランドのダグザ（Dagda）

の呼称としての「偉大なる父」(in Dagdae Oll-athair ＜*sindos dago-deiuos ollo [p]atir) などがある。

## 唯一神教
現代の三大唯一神教の内、ユダヤ教およびキリスト教では、父が子に関わるように、人間に関する事柄に積極的に関心を持つことから、その神は「父」と称される。故に、多くの一神教者は祈り（神の賞賛や願いなど）を通じて神と通じることができると信じている。彼らは、父が過ちを犯した子を懲らしめるように、罰を下すことがあっても、求めに応じてくれることを期待している。

「訓練と思って耐え忍びなさい。神はあなたがたを子として扱っておられるのです。 父が懲らしめることをしない子がいるでしょうか」（ヘブライ人への手紙12：7）

しかしながら、イスラームでは、アッラーフに父性を見出すことはない。ムスリムにおいては、アッラーフとのそのような関係はクルアーンによって非難されている。

「ユダヤ人やキリスト教徒は言う。『わたしたちはアッラーの子であり，かれに愛でられる。』言ってやるがいい。『それなら何故かれは，あなたがたの罪を罰されるのか。いや，あなたがたは，かれが創られた人間に過ぎない。』」 (5:18)

### ユダヤ教
旧約聖書においては「父なる神」とは、創造主である神とイスラエルとの関係を規定する概念である。神は、アブラハムを異教のカルデアのウルから召しだすことによってイスラエルを創造した。それゆえ、アブラハムの末裔であるイスラエル民族にとっては、神は「父」に他ならない。

「まだ幼かったイスラエルをわたしは愛した。エジプトから彼を呼び出し、わが子とした。」（ホセア書11：1）

### キリスト教
新約聖書では「父なる神」との概念は、特定の民族との関係と言うよりは、イエス・キリストを長兄として、キリストを信じる者が兄弟姉妹となる、その信仰による家族の「父」としての神という、個人的、また、共同体的な概念である。マラキ書の2章10節（「我々は皆、唯一の父を持っているではないか」）を、人類を創造した存在として「父」と呼んでいると理解する人もある。しかし、釈義的には、それに続く箇所に「なぜ私たちは、互いに裏切り合い、私たちの先祖の契約を汚すのか。ユダは裏切り…」とあるように、このことばは人類に関わることではなく、イスラエル、また、ユダに関することで、この聖句は、旧約の神の民と結びついている。聖書には安易な「人類みな兄弟」という思想は見当たらない。

### 性別
大多数の一神教の聖典および伝統では、神は男性的な性格を持つにもかかわらず、神は霊的な存在であるために性別を持たないともされる。結果的に、神は支配的で、力強く、父性をもち、公平であり、子の理解は及ばない存在と考えられる。この理解を踏まえて、神は伝統的に男性代名詞で表されている。